# Kanada na Zimních olympijských hrách 1988
Kanada se účastnila Zimní olympiády 1988. Zastupovalo ji 113 sportovců (83 mužů a 30 žen) v 11 sportech.

## Medailisté
| Medaile | Jméno                         | Sport           | Soutěž           |
| ------- | ----------------------------- | --------------- | ---------------- |
| Stříbro | Brian Orser                   | Krasobruslení   | Muži jednotlivci |
| Stříbro | Elizabeth Manley              | Krasobruslení   | Ženy jednotlivci |
| Bronz   | Karen Percy                   | Alpské lyžování | Ženy sjezd       |
| Bronz   | Karen Percy                   | Alpské lyžování | Ženy super-G     |
| Bronz   | Tracy Wilsonová Robert McCall | Krasobruslení   | Taneční páry     |